# Guataquí (kommun)
Guataquí är en kommun i Colombia.   Den ligger i departementet Cundinamarca, i den centrala delen av landet, 80 km väster om huvudstaden Bogotá. Antalet invånare är 2 489.